# 中通村 (熊本県)
中通村（なかどおりむら）は、熊本県阿蘇郡にあった村。現在の阿蘇市一の宮町中通にあたる。

## 歴史
- 1889年（明治22年）4月1日 - 町村制の施行により、近世以来の中通村が単独で自治体を形成。大字は設置せず。
- 1954年（昭和29年）4月1日 - 坂梨村・宮地町・古城村と合併して一の宮町が発足。同日中通村廃止。同町大字中通となる。